# Necyopa
Necyopa là một chi bướm đêm thuộc họ Geometridae.